# Jornal das Nações Unidas
O Jornal das Nações Unidas é o jornal oficial da Organização das Nações Unidas  o qual compete a divulgação da literatura dos atos e decisões da entidade e é editado em árabe, chinês, inglês, russo, francês e espanhol.

## História
A primeira edição do Jornal das Nações Unidas foi publicado no dia Em 10 de janeiro de 1946. por ocasião da primeira sessão da Assembléia Geral em Londres, Reino Unido. Por tradição é um importante veículo de normas jurídicas no mundo inteiro, o Jornal é publicado no Sistema de Documentos Oficiais e na Internet. Os utilizadores interessados podem acessar os formatos eletrônicos pelo Twitter, Facebook, RSS ou por assinatura. Para poupar papel, a distribuição de cópias em papel do Jornal das Nações Unidas, em alguns órgãos, foi descontinuada desde 1 de Janeiro de 2010.